# Nordsee (Restaurantkette)

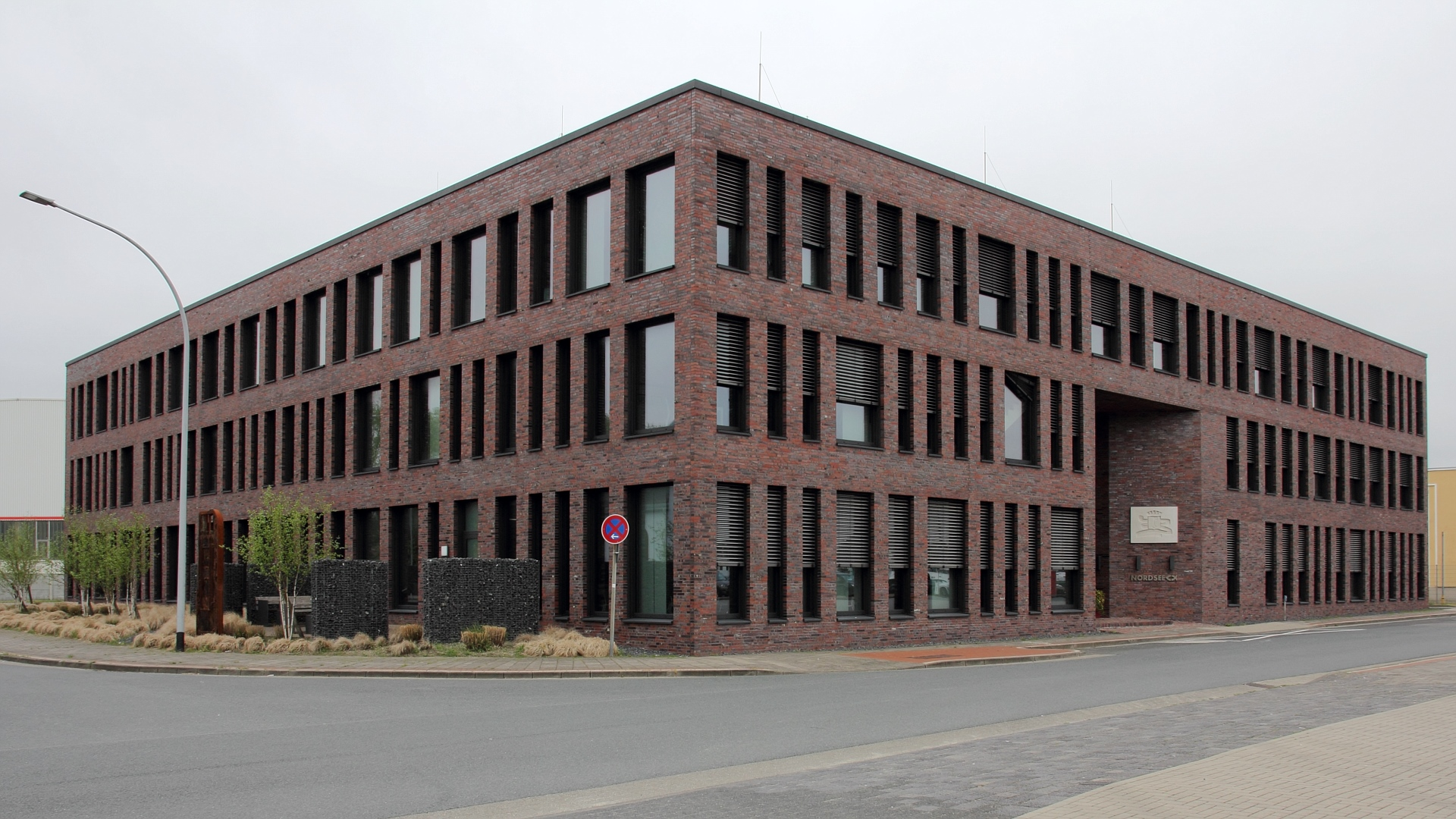
Hauptverwaltung der „Nordsee“ in Bremerhaven

Die Nordsee GmbH (Eigenschreibweise: NORDSEE) (vormals Nordsee Fischspezialitäten GmbH) betreibt unter der Bezeichnung Nordsee eine auf Franchising basierende Schnellrestaurantkette mit den Schwerpunkten Fisch und Meeresfrüchte. Sie entstand aus dem Frischfischhandel, der durch Salate und Fischbrötchen (z. B. mit Fischfrikadelle als Bremer) ergänzt wurde. Später kamen auch gegrillter, gedünsteter und gebratener Fisch, Fischnuggets und ähnliche Snacks sowie Wraps ins Sortiment.
Die Filialstruktur von Nordsee teilt sich in die drei Bereiche Snack (375 Standorte), Restaurant (374 Standorte) und Meeresbuffet (167 Standorte), die häufig in einer Filiale kombiniert auftreten (Stand: 2020).

## Geschichte

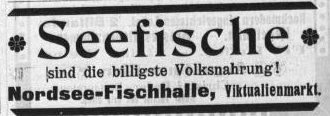
Werbeanzeige der Nordsee-Halle am Münchener Viktualienmarkt in der Münchener Ratsch-Kathl (1904)

Nordsee wurde am 23. April 1896 in Bremen von einer Gruppe Bremer Reeder und Kaufleute unter Führung des Reeders Adolf Vinnen (1868–1926) als Deutsche Dampffischerei-Gesellschaft Nordsee gegründet. Sie gingen auf Fischfang, um den Menschen im Binnenland auf schnellstem Wege frischen Fisch anbieten zu können, und eröffneten noch im gleichen Jahr das erste Nordsee-Restaurant in Bremen. Die Deutsche Dampffischerei-Gesellschaft Nordsee hatte ihren Sitz in Nordenham, wo das Unternehmen vom Land Oldenburg ein Gelände pachtete und einen Fischereihafen baute.
Im Laufe der Zeit schaffte es Nordsee, eine der größten Fischfangflotten Deutschlands aufzubauen, von der jedoch bis zum Ende des Ersten Weltkriegs viele Schiffe versenkt oder enteignet wurden. Nach dem Krieg fusionierte Nordsee mit verschiedenen Fischerei- und Fanggesellschaften, so dass 1931 fast die Hälfte aller deutschen Fischereifahrzeuge für Nordsee auf Fischfang gingen. 1932 gab es in Deutschland bereits 128, in Österreich 32 Filialen. 1934 siedelte das Unternehmen von Nordenham nach Bremerhaven über mit Sitz im umgebauten Speicher A des Handelshafens als Nordsee-Hauptverwaltung. Im Jahr 2016, zum 120-jährigen Firmenjubiläum, hat die Nordsee ihren Sitz vom Handelshafen in einen Neubau an der Herwigstraße am Fischereihafen I verlegt.

### Hochseefischerei Bremerhaven AG
1894 ließ der Reeder Heinrich Hohnholz bei den Werften von Georg Seebeck und Schichau Seebeck seine ersten Fischdampfer zum Hochsee-Fischfang bauen. 1905 wurde seine Reederei zur Hochseefischerei Bremerhaven AG, mit einer besonderen Sparte für die Heringsfischerei. 1914 hatte die Reederei 24 Fischdampfer für die Fischerei in der Nordsee, aber auch an der westafrikanischen Küste, und vier Herings-Dampflogger. 1929 ging die Reederei auf die Reederei Nordsee über.

### Nordsee bei Unilever
Nach dem Zweiten Weltkrieg setzte sich die Expansion fort. Es wurden nach und nach immer mehr Fischläden (Meeresbüffets) eröffnet. Ende der 1950er Jahre kam es dann zu einem Verkauf an eine Käufergemeinschaft aus Dresdner Bank und Unilever. Unilever hielt seine Anteile bis 1997.
In der Mitte der 1960er Jahre kam das neue Nordsee-Konzept, Nordsee-Quick, hinzu. Das erste Restaurant dieser Art wurde in Darmstadt eröffnet. 1964 wurde das erste Nordsee Quick-Restaurant eröffnet; zehn Jahre später entstand in Göttingen die 100. Filiale dieser Art.

### Nordsee bei Apax

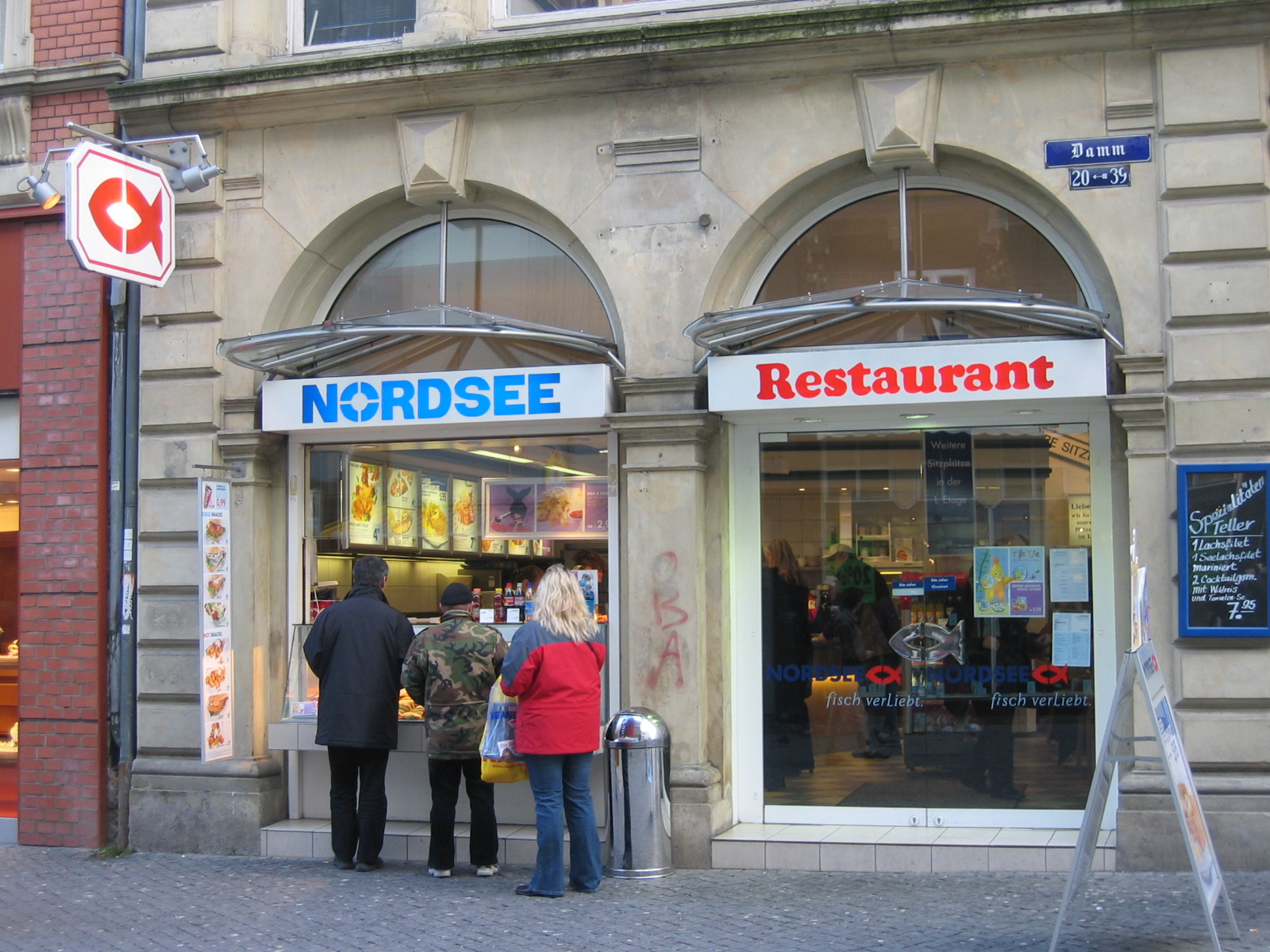
Nordsee-Restaurant in Braunschweig (2006)

Ab 1997 wurde die Nordsee an den Finanzinvestor Apax Partners verkauft. Diese spalteten die Nordsee-Tochterfirmen ab, darunter die Deutsche See Fischmanufaktur und Frozen Fish International, Hersteller der bekannten Iglo-Tiefkühlfischprodukte.
 Die verbleibenden Unternehmen wurden unter dem Dach der Nordsee Holding zusammengeführt. 1999 führte Nordsee den im Vergleich zu den Restaurants kleineren Snack Shop ein.
2004 kam es zu einer Neuaufstellung des Sortimentes. Mit neuen Produkten und neuem Auftreten versuchte Nordsee, ihr Image zu verbessern.
2004 wurden zwei Nordseefilialen in Tschechien in Prag und Brünn eröffnet. Auch in Rumänien und Ungarn gibt es Filialen. In der Schweiz gibt es Nordseefilialen, es handelt sich dabei aber um Franchisingfilialen, die rechtliche Inhaberin ist die Candrian Seafood AG. Die Restaurants befinden sich an von Candrian Catering bevorzugten Lokalitäten wie Zürich Hauptbahnhof und dem Flughafen Zürich.
2011 wurde eine Filiale in der italienischen Provinz Novara im Shoppingcenter in Vicolungo eröffnet.

### Nordsee bei Kamps und Müller

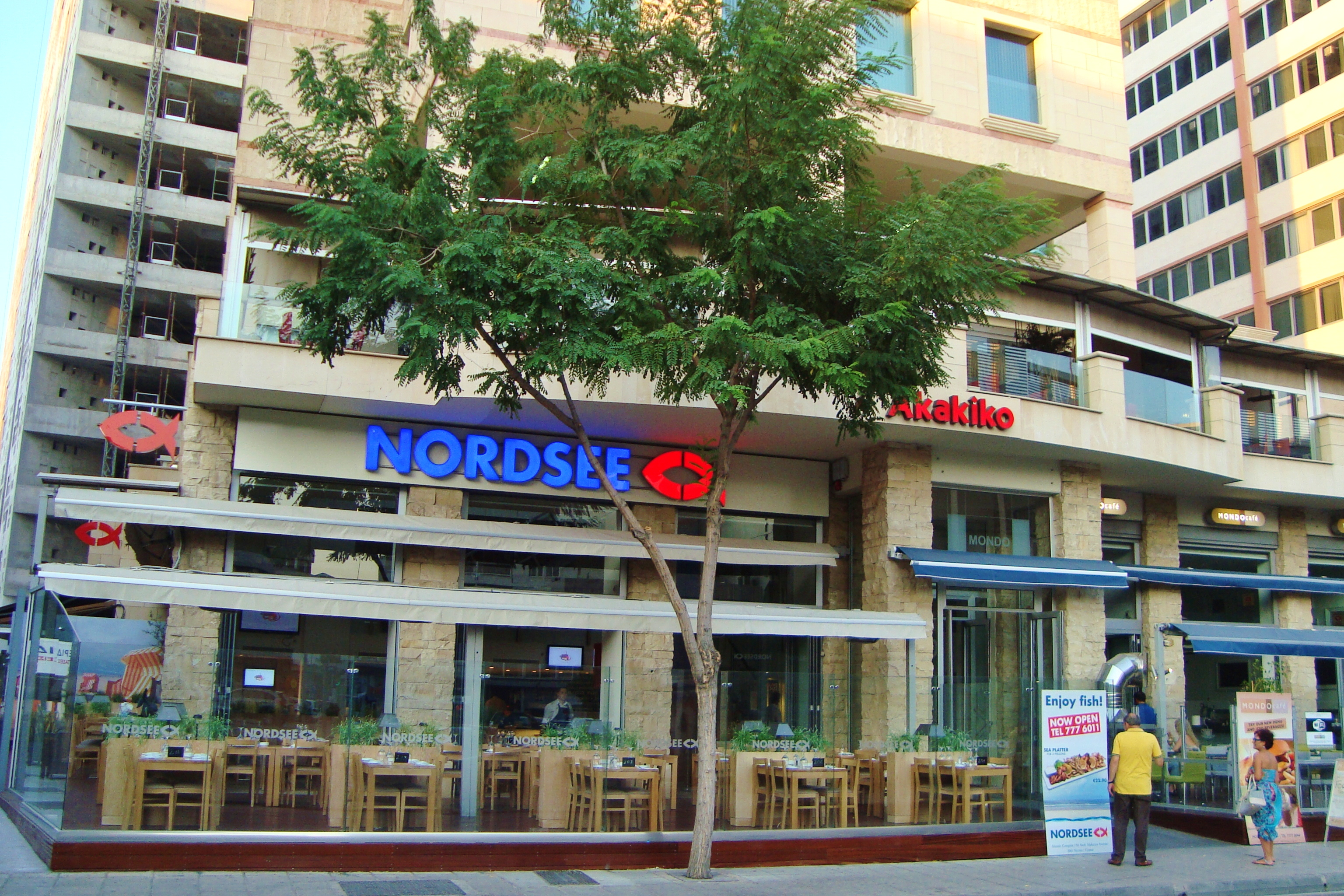
Nordsee-Restaurant in Nikosia (2011)

2005 wurde die Nordsee GmbH durch die Heiner Kamps gehörende Kamps Food Retail Investment SA (KFRI) gemeinsam mit dem japanischen Bankhaus Nomura vom bisherigen Eigentümer Apax erworben. Kamps war bereits seit vielen Jahren Minderheitsgesellschafter.
2006 verkaufte Nomura ihren Anteil von 19,5 Prozent an die KFRI, die dadurch fast 100 Prozent der Anteile besaß. Im Dezember 2006 wurde bekannt, dass KFRI für 130 Millionen Euro an International Food Retail Capital (IFRC) mit Sitz in Zypern verkauft wird. Die Anteilseigner von KFRI waren neben Kamps das Molkereiunternehmen Theo Müller, der Finanzinvestor APC Capital und der Formel-1-Manager Willi Weber. Kamps und Müller sind ebenfalls bei IFRC beteiligt.
Im Mai 2009 wurde im Columbus-Center Bremerhaven das erste unternehmenseigene Strandcafé in eine Filiale integriert.
2013 hatte das Unternehmen ca. 6000 Beschäftigte in weltweit 397 Filialen. Die Filialen verteilen sich auf Deutschland (335), Österreich (36), der Schweiz, Tschechien, Rumänien, Ungarn, der Slowakei, Bulgarien, Belgien, Luxemburg und Polen.

### Verkauf an Kharis Capital

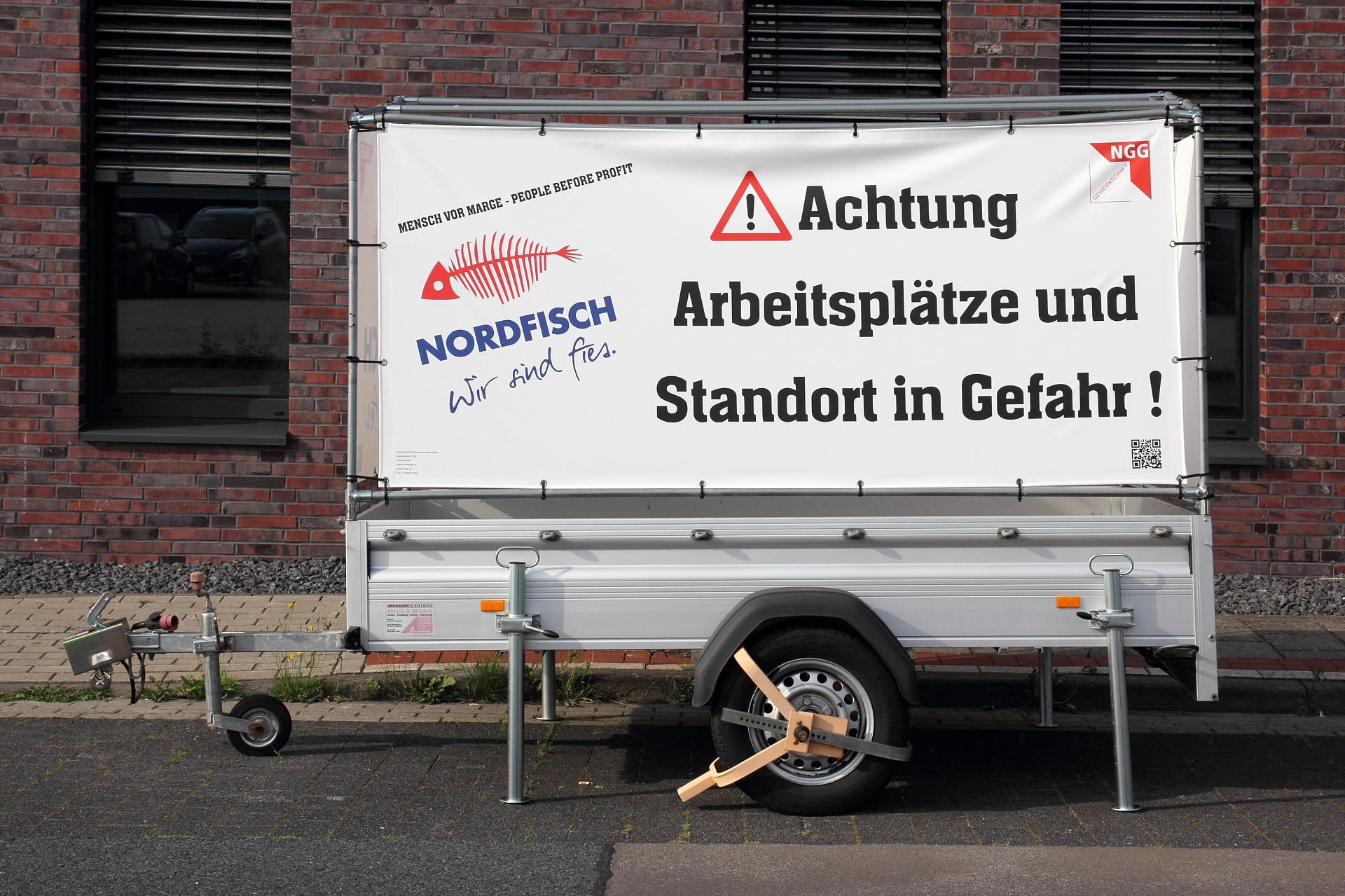
Gewerkschaftsaktion vor der „Nordsee“-Hauptverwaltung (2020)

Im Oktober 2018 gab die Müller Group den Verkauf der Nordsee Holding an das Schweizer Beteiligungsunternehmen Kharis Capital bekannt. Kharis Capital hält bereits Beteiligungen an diversen Schnellrestaurantketten. 2019 hatte Nordsee 379 Filialen im In- und Ausland.
Im September 2020 traten Beschäftigte der Bremerhavener Nordsee-Hauptverwaltung in einen Streik zum Protest gegen die erwogene Verlegung der Firmenzentrale. Außerdem forderten sie vorsorglich den Abschluss eines Sozialtarifvertrags, mit dem sich die Folgen einer möglichen Verlegung abmildern ließen.

## Kontroverse um Betriebsratswahlen
Das Unternehmen stellte im Frühjahr 2018 Anträge bei mehreren Arbeitsgerichten, um die vorangegangenen Betriebsratswahlen annullieren zu lassen. Nach Darstellung von Nordsee waren Wahlvorstände mit leitenden Angestellten besetzt. Die Gewerkschaft Nahrung-Genuss-Gaststätten wies diese Argumentation zurück. Mehrere der vom Konzern eingereichten Wahlanfechtungen wurden später gerichtlich abgelehnt.